# Ronetta Smith
Ronetta Smith (* 2. Mai 1980 in Kingston) ist eine jamaikanische Sprinterin, die sich auf den 400-Meter-Lauf spezialisiert hat.
Ihre größten Erfolge feierte sie als Mitglied der jamaikanischen 4-mal-400-Meter-Staffel. Bei den Leichtathletik-Weltmeisterschaften 2003 in Paris gewann sie gemeinsam mit Allison Beckford, Lorraine Fenton und Sandie Richards in 3:22,92 min die Bronzemedaille hinter den Mannschaften aus den Vereinigten Staaten und Russland. Im 400-Meter-Lauf erreichte Smith in Paris die Halbfinalrunde, ihr bisher bestes Individualresultat bei internationalen Großereignissen.
Bei den Olympischen Spielen 2004 in Athen war sie Mitglied der jamaikanischen 4-mal-400-Meter-Staffel, die die Bronzemedaille gewann. Smith selbst wurde nur in der Qualifikationsrunde eingesetzt, im Finale wurde sie durch Novlene Williams ersetzt.
Bei den Leichtathletik-Weltmeisterschaften 2005 in Helsinki qualifizierte sich die jamaikanische Staffel um Shericka Williams, Novlene Williams, Ronetta Smith und Lorraine Fenton als siebtschnellste Mannschaft der Vorläufe nur knapp für das Finale. In derselben Aufstellung gewann diese dort mit einer Zeit von 3:23,29 min die Silbermedaille hinter dem überlegenen russischen Quartett. Smith startete in Helsinki auch über 400 m, scheiterte jedoch bereits in den Vorläufen.
Ronetta Smith hat bei einer Körpergröße von 1,72 m ein Wettkampfgewicht von 60 kg.

## Bestleistungen
- 200 m: 23,25 s, 14. April 2001, Baton Rouge
- 400 m: 51,23 s, 22. Mai 2005, Carson (Kalifornien)